# Provo
Provo – miasto w Stanach Zjednoczonych, w stanie Utah, w pobliżu ujścia rzeki Provo do jeziora Utah, u podnóża pasma górskiego Wasatch na wysokości 1387 m n.p.m.. Jest to drugi co do wielkości obszar metropolitalny w stanie Utah, według danych z 2021 roku liczący 696,7 tys. mieszkańców.
Z Provo pochodzi Shauna Rohbock, amerykańska bobsleistka, wicemistrzyni olimpijska oraz pięciokrotna medalistka mistrzostw świata.

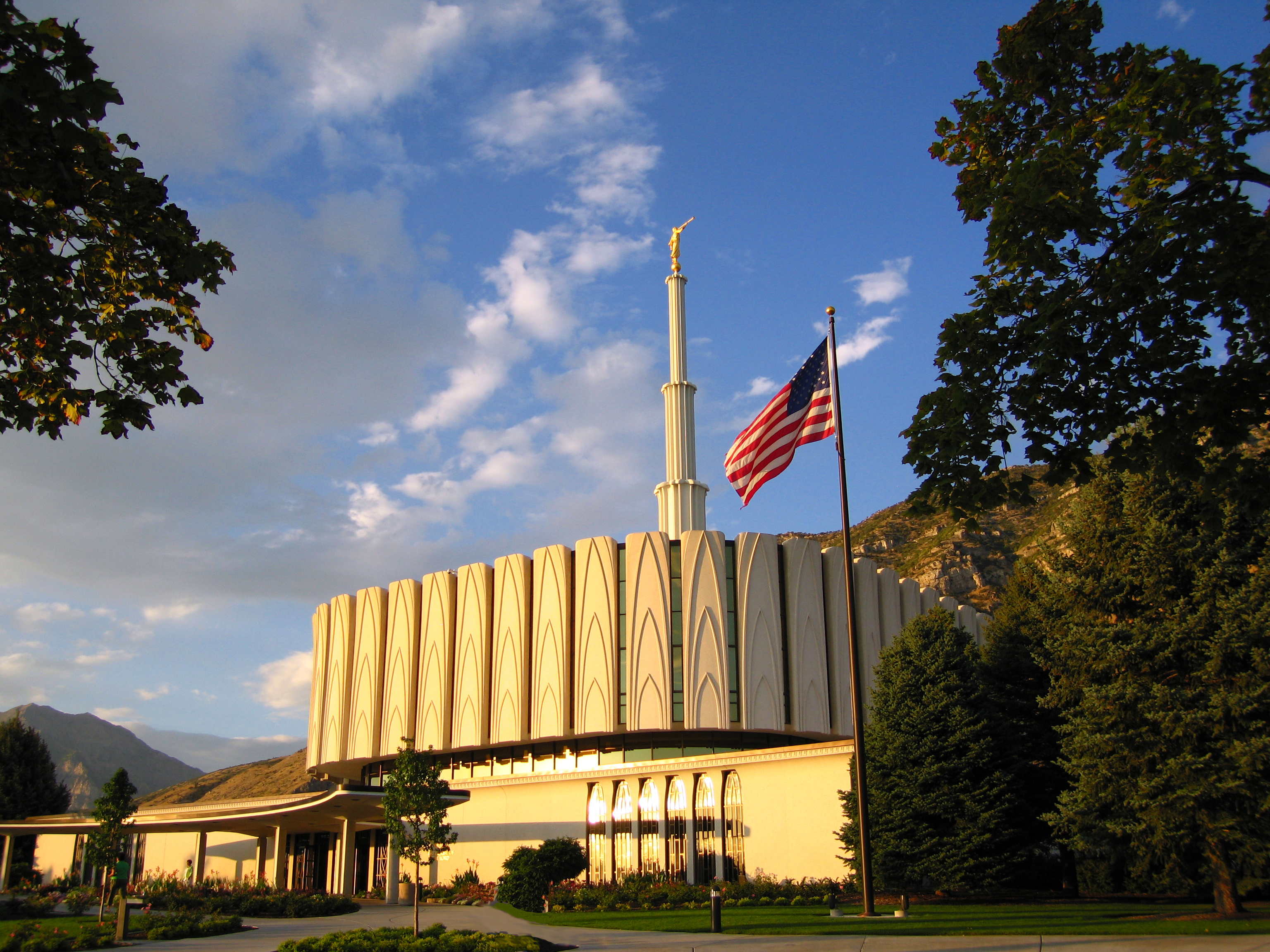
Provo Utah Temple.

## Historia
Zasiedlone w 1849 roku przez misję mormońską. Pierwotnie nazywane Fort Utah (ustanowione jako obrona przed atakami Indian Ute). Nazwa została zmieniona w 1850 roku na cześć Étienne Provost'a, francusko-kanadyjskiego handlarza futer.

## Gospodarka
W mieście rozwinął się przemysł elektroniczny, odzieżowy oraz hutniczy.

## Ludność
Według danych z 2019 roku 86,6% mieszkańców identyfikowało się jako biali (74,8% nie licząc Latynosów), 5,6% było rasy mieszanej, 2,8% miało pochodzenie azjatyckie, 0,9% jako czarni lub Afroamerykanie, 0,7% to rdzenni Amerykanie i 1,3% to byli Hawajczycy i mieszkańcy innych wysp Pacyfiku. Latynosi stanowili 15,7% ludności miasta.
Do największych grup należały osoby pochodzenia angielskiego (24,8%), meksykańskiego (9,8%), niemieckiego (8,3%), duńskiego (6,3%), szkockiego lub szkocko–irlandzkiego (5,4%), szwedzkiego (4%), irlandzkiego (3,7%) i „amerykańskiego” (3,2%). Polacy stanowili 0,9% populacji miasta.

## Religia

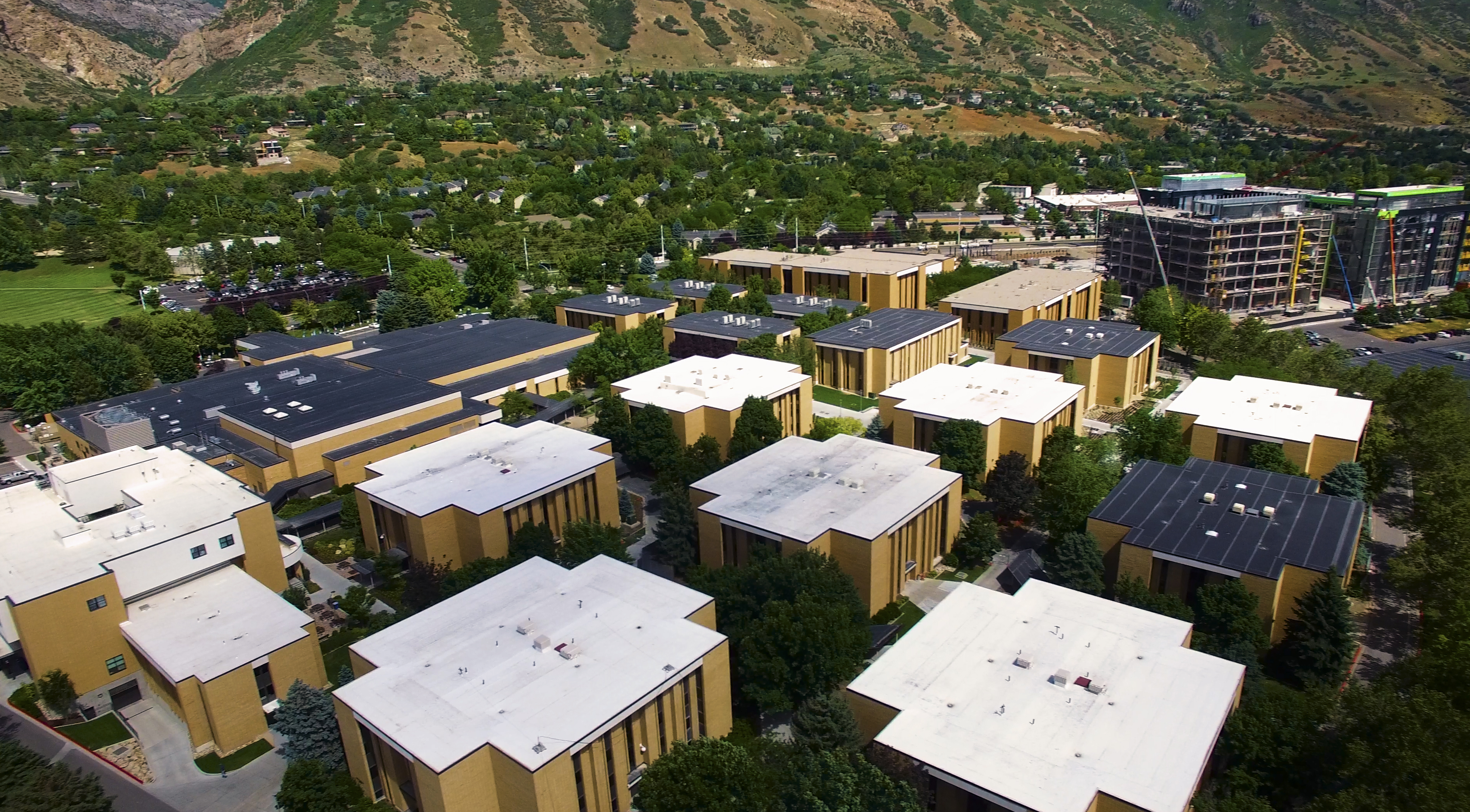
Centrum Szkolenia Misjonarzy Kościoła Jezusa Chrystusa Świętych w Dniach Ostatnich.

Według danych z 2020 roku jest to najbardziej mormońska aglomeracja Stanów Zjednoczonych, gdzie 82,6% populacji deklaruje członkostwo w kościołach mormońskich. Inne zauważalne grupy religijne to:
- Kościół katolicki – 33 tys. członków w 5 parafiach
- protestanci (głównie ewangelikalni, EFCA, zielonoświątkowcy i baptyści) – ok. 5 tys. członków w 43 zborach
- muzułmanie – 2214 wyznawców w 2 meczetach
- świadkowie Jehowy – 1714 wyznawców w 8 zborach
- hinduiści – 922 członków w 2 świątyniach.

## Miasta partnerskie
- Miśnia, Niemcy
- Nanning, Chińska Republika Ludowa